# 图瓦西亚
图瓦西亚（法語：Thoissia，法語發音：[twasja]）是法国汝拉省的一个市镇，位于该省西南部，属于隆斯勒索涅区。

## 地理
图瓦西亚（46°25'24"N, 5°23'43"E）面积3.89 平方千米，位于法国勃艮第-弗朗什-孔泰大區汝拉省，该省份为法国东部内陆省份，北起上索恩省，西北接科多尔省，西临索恩-卢瓦尔省，南至安省，东与杜省和瑞士接壤。
与图瓦西亚接壤的市镇（或旧市镇、城区）包括：蒙塔尼亚勒勒孔迪、昂德洛-莫尔瓦勒、莱特鲁瓦堡、瓦勒代皮。
图瓦西亚的时区为UTC+01:00、UTC+02:00（夏令时）。

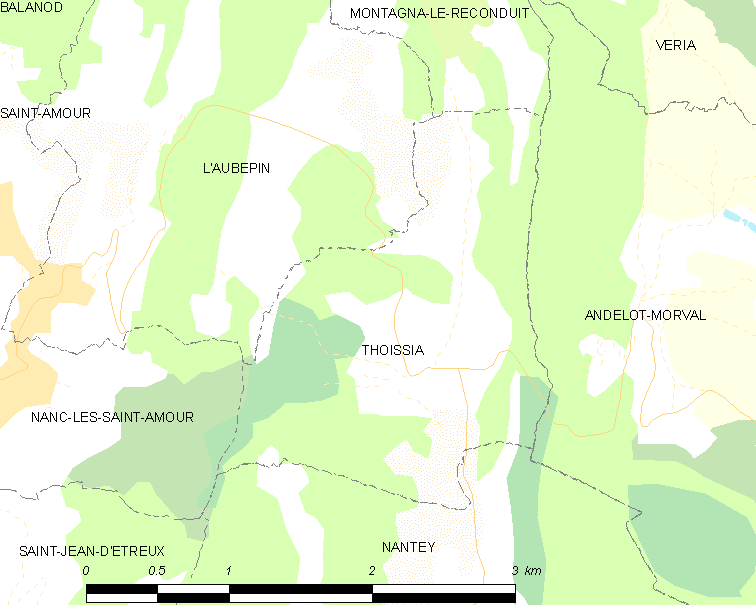
图瓦西亚的OSM定位图

## 行政
图瓦西亚的邮政编码为39160，INSEE市镇编码为39532。

## 政治
图瓦西亚所属的省级选区为圣阿穆尔县。

## 交通
汝拉省省道D3线、D3E1线和D183线在图瓦西亚交汇。

## 人口

1962-2008年间图瓦西亚人口变化图示

图瓦西亚于2022年1月1日时的人口数量为36人。